# 索爾茲伯里森特 (紐約州)
索爾茲伯里森特（英語：Salisbury Center）是位於美國紐約州赫基默縣的普查規定居民點。

## 人口
根據2020年美國人口普查的數據，索爾茲伯里森特的面積為2.38平方千米，當中陸地面積為2.37平方千米，而水域面積為0.01平方千米。當地共有人口323人，而人口密度為每平方千米135.71人。